# أسيتات الكالسيوم والمغنيسيوم
 أسيتات الكالسيوم والمغنيسيوم (خلات الكالسيوم والمغنيسيوم) عبارة عن ملح مزدوج له الصيغة العامة (CaxMgy(CH3COO)2(x+y) )

## التحضير
يحضر مركب خلات الكالسيوم والمغنيسيوم من معدن الدولوميت وذلك بتسخينه حتى تتفكك الكربونات وتطلق غاز ثنائي أكسيد الكربون. تؤخذ بذلك الأكاسيد المتشكلة وتعالج بحمض الخليك وذلك حسب المعادلة العامة:
CaxMgy(CO3)2(x+y) –Δ→ 2(x+y) CO2 ↑ + x CaO + y MgO
x CaO + y MgO + 2(x+y) CH3COOH → CaxMgy(CH3COO)2(x+y) + (x+y) H2O
تختلف النسبة بين الكالسيوم والمغنيسيوم Ca:Mg وذلك حسب المادة الخامة المستعملة، أي الدولوميت، وهي على العموم تتراوح بين 1:1 و 3:7.

## الاستخدامات
يستخدم كملح نثر الذي ينثر أو يرش على جوانب الطرقات لمنع تشكل الجليد، وذلك كبيدل لملح كلوريد الصوديوم. إن استعمال ملح خلات الكالسيوم والمغنيسيوم له نواحي إيجابية في هذا المجال، إذ أنه يخفف من استعمال أيون الكلوريد الذي يمكن أن يشكل مركبات أكالة، بالإضافة إلى استفادة النباتات من أيونات الكالسيوم والمغنيسيوم.
بالمفابل فإن السعر المرتفع لملح خلات الكالسيوم والمغنيسيوم يجعل منه غير منافس من الناحية الاقتصادية.

## اقرأ أيضاً
- ستيرات المغنيسيوم

## وصلات خارجية
- صفحة بيانات السلامة